# Travis Pastrana

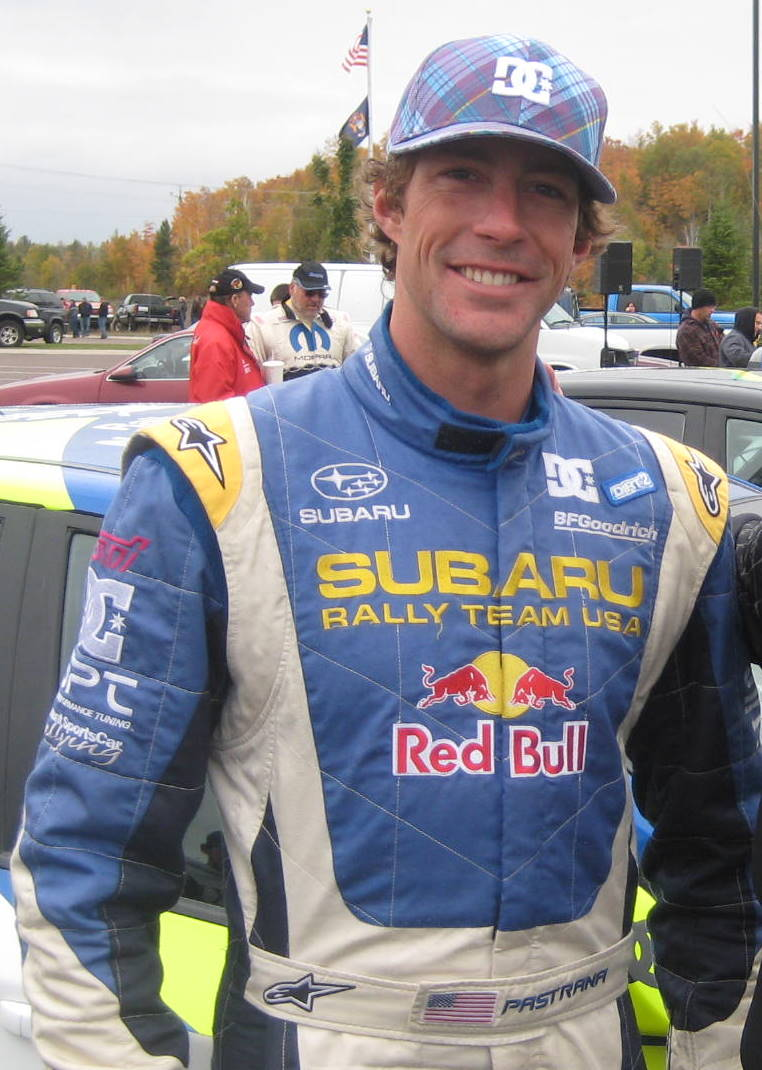
Travis Pastrana.

Travis Pastrana, även kallad Wonder Boy, född 8 oktober 1983 i Annapolis, Maryland, är en amerikansk motorsportare som tävlar i motocross. År 1999 blev Pastrana professionell förare. Travis har deltagit i många freestyle-tävlingar så som Red Bull X-Fighters och X Games. Han har vunnit Red Bull X-Fighters flera gånger och lyckades under en X Games-tävling ta tre guldmedaljer, något som bara två andra har lyckats med tidigare. I samma tävling gjorde han en dubbel backflip med motocross för första gången någonsin i en tävling. Sammanlagt har han i tävlingen vunnit åtta guldmedaljer. Pastrana var obesegrad mellan 1998 och 2003, även om han nästan dog 1999 på grund av att hans ryggrad försköts. 

## Meritlista
- AMA ProRacing, mästare 2000 i motocross 125cc-klassen
- Red Bull New Year No Limits, världsrekord i "längdhopp" med rallybil, 269 ft (82 meter) (nyårsafton 2009)
- Red bull x-fighters, guld i Madrid (2007)
- Red bull x-fighters, guld i Madrid (2006)
- X Games, guld i freestyle (2010)
- X Games, guld i freestyle (2006)
- X Games, guld i best trick (2006)
- X Games, guld i rally (2006)
- X Games, guld i freestyle (2005)
- X Games, silver i freestyle (2004)
- X Games, guld i freestyle (2003)
- X Games, guld i freestyle (2002)
- X Games, guld i freestyle (2001)
- X Games, guld i freestyle (2000)
- X Games, guld i freestyle (1999)
- X Games, guld i freestyle (1998)

## Filmer
- Nitro Circus Country Fried (2009)
- 199 Lives (2008)
- Thrillbillies II (2008)
- Thrillbillies (2007)
- Nitro circus 1, 2, 3, 4 (2003 - 2007)
- The best of Travis Pastrana (2007)
- Travis Pastranas baja biaries (2006)
- Supercross exposed vol. 1: premiere issue
- The enduro at erzberg
- A” natural high 2: a substance abuse educational film (2004)
- Gromageddon
- Keep your eyes open (2003)
- Appetite 4 destruction (2003)
- Mini warriors DVD (2003)
- Adrenaline ride: The edge (2002)
- Ultimate X (2002) …. Himself
- … aka ESPN’s Ultimate X : the Movie (USA: complete title)
- … aka ultimate X (USA : short title)
- Bar to Bar (2002)
- Global addiction (2002)
- Revelation 199 (2001)

## Nascar lag
- Nascar Nationwide Series
- 2011 Pastrana-Waltrip Racing (99)
- 2012 RAB Racing (09 99)
- 2012–2013 Roush Fenway Racing (60)

- Nascar Camping World Truck Series
- 2012 ThorSport Racing (98)
- 2015– NTS Motorsports (31)